# Ratpenat frugívor de l'Índia
El ratpenat frugívor de l'Índia (Latidens salimalii) és una espècie de ratpenat de la família dels pteropòdids. És endèmic de l'extrem meridional de l'Índia. El seu hàbitat natural són coves situades a dins o prop de boscos perennes i plantacions de cafè o cardamom. Està amenaçat per la desforestació i la caça pels humans, que el fan servir per a la medicina tradicional.